# Гилленбойрен
Гилленбойрен (нем. Gillenbeuren) — община в Германии, в земле Рейнланд-Пфальц. 
Входит в состав района Кохем-Целль. Подчиняется управлению Ульмен.  Население составляет 233 человека (на 31 декабря 2010 года). Занимает площадь 4,70 км².